# Champ de glace Ha-Iltzuk
Le champ de glace Ha-Iltzuk (en anglais : Ha-Iltzuk Icefield) est un champ de glace situé au centre des chaînons du Pacifique dans la chaîne Côtière en Colombie-Britannique (Canada). Avec une superficie de 3 610 km2, il est le plus grand champ de glace de la chaîne Côtière, au sud de l'Alaska Panhandle. Le champ de glace Ha-Iltzuk est situé à l'ouest de la rivière Klinaklini (en) et du chaînon Waddington. Le point culminant du champ de glace est le mont Silverthrone, qui est une montagne située au nord-est d'une caldeira circulaire de 20 km de diamètre, la caldeira de Silverthrone.

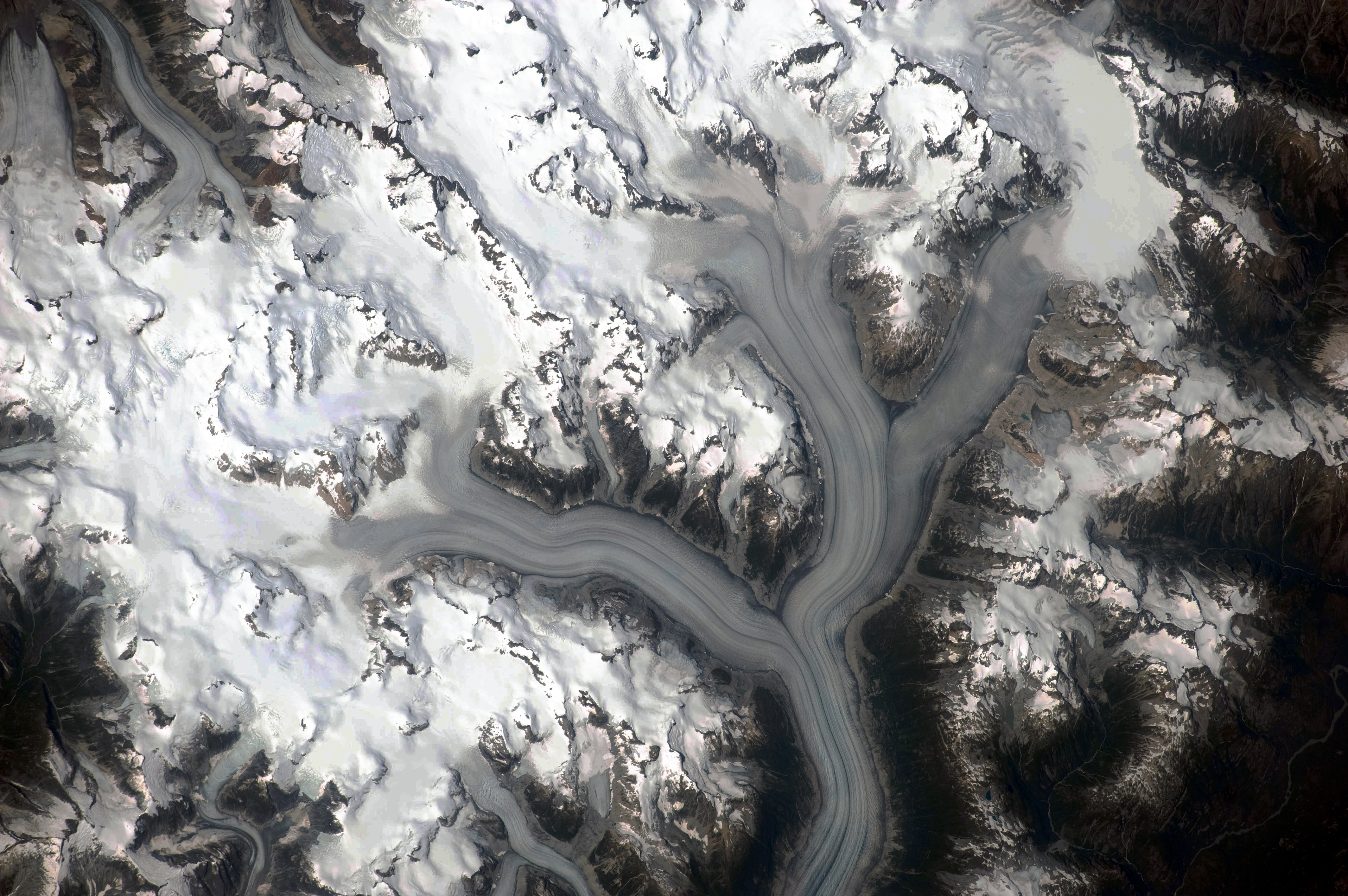
Vue du champ de glace Ha-Iltzuk depuis la Station spatiale internationale.

La partie méridionale du champ de glace donne naissance au glacier Silverthrone (en), qui s'étend en direction de l'est, rejoignant le glacier Klinaklini (en). Ce dernier constitue la moitié septentrionale du champ de glace. Le nom de « Ha-Iltzuk Icefield » n'est pas officiel et n'apparaît dans aucune gazette gouvernementale.